# Sant Pelegrí de Biosca
Sant Pelegrí, conegut també com a Santuari de la Mare de Déu del Pla, és una església romànica del municipi de Biosca, a la comarca de la Solsonès. És un monument protegit i inventariat dins el Patrimoni Arquitectònic Català.

## Situació
Està situada al sud del municipi, enmig de la plana al·luvial de Biosca, sobre el marge dret de la Riera de Biosca, rodejada de camps de conreu. Està a peu de carretera de la LV-3113 de Guissona a Biosca, a 1,5 km del centre de la vila de Biosca.

## Descripció
Església feta de carreus, actualment només té la part central de la façana principal una mica arrebossada i pintada de blanc. La portada és d'arc de mig punt suportat per pilastres i un timpà amb una sèrie de cercles concèntrics. A cada costat de la portada hi ha una espitllera. A sobre hi ha una rosassa amb la data 1855. A la part superior hi ha l'espadanya, d'una sola obertura. A la façana oposada, hi trobem l'absis semicircular amb una obertura a l'exterior de mig punt. A l'interior, hi trobem tres naus amb volta de canó. A la capçalera, on hi ha l'absis, s'hi troba un altar amb una imatge de la Verge.

## Notícies històriques
La primera referència de l'església es troba en el testament de Ramon, castlà de Portell, jurat pels seus marmessors sobre l'altar de Santa Maria d'una basílica de Biosca. L'advocació de Sant pelegrí té el seu origen en la devoció a aquest sant que difongueren els religiosos servents de Maria o servites. Del segle xviii es conserven uns goigs escrits en castellà en honor d'aquest sant. Segons la documentació, el nom de Santa Maria del Pla perdurà fins al segle xvii.